# Алгазино (Чувашия)
Алга́зино (чув. Малти Ишек) — деревня, входит в Алгазинское сельское поселение Вурнарского района Чувашии.

## Общие сведения о деревне
В деревне есть школа, детский сад. В настоящее время селение в основном газифицировано.

### Климат
Климат умеренно континентальный с продолжительной холодной зимой и тёплым летом. Средняя температура января −12,9 °C, июля 18,3 °C, абсолютный минимум достигал −40 °C (1979), абсолютный максимум 37 °C. За год в среднем выпадает до 552 мм осадков.

## История
В архивных документах указано, что в начале XVI века селение основали переселенцы из деревни Ишаки нынешнего Чебоксарского района. Эту деревню в прошлом называли деревней Ишаково.

## Население
| 2010 | 2012 |
| ---- | ---- |
| 423  | ↗432 |

### Демография
Население чувашское — 517 человек (2006 г.), из них большинство женщины.

## Связь и средства массовой информации
- Связь: ОАО «Волгателеком»,Би Лайн,МТС,Мегафон. Развит интернет ADSL технологии.
- Газеты и журналы: Аликовская районная газета «Пурнăç çулĕпе»-«По жизненному пути»[4]. Языки публикаций: Чувашский, Русский.
- Телевидение:Население использует эфирное и спутниковое телевидение, за отсутствием кабельного телевидения. Эфирное телевидение позволяет принимать национальный канал на чувашском и русском языках.
- Радио: Радио Чувашии, Национальное радио Чувашии

## Уроженцы Алгазино
- Праски Витти — народный художник ЧАССР, заслуженный художник РСФСР